# Lindores Abbey Rapid Challenge

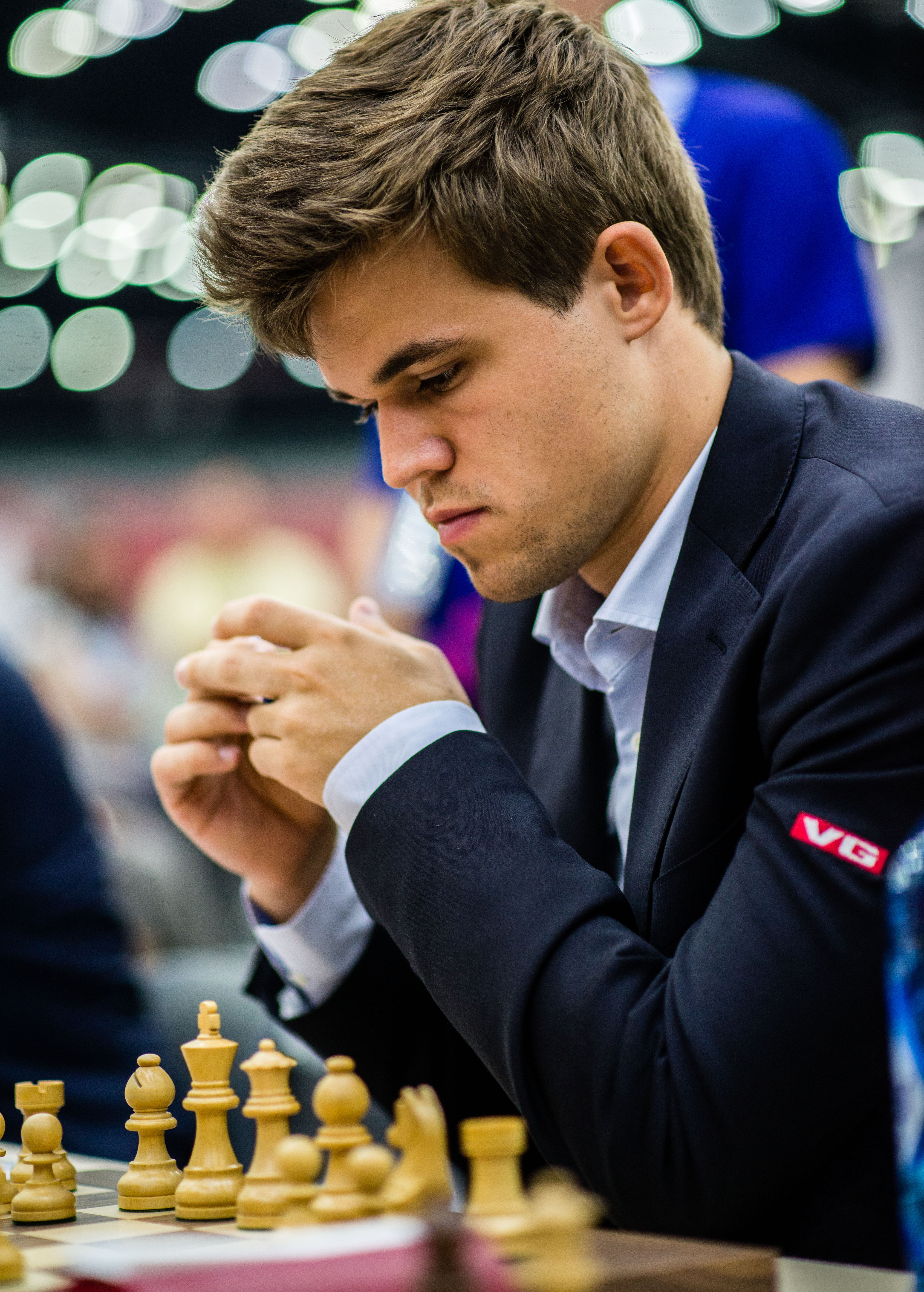
Организатор турнира, чемпион мира Магнус Карлсен

Lindores Abbey Rapid Challenge — онлайн-турнир по шахматам, который проходил с 19 мая по 3 июня 2020 года.

## Описание
Помимо чемпиона мира по шахматам Магнуса Карлсена, который организовал турнир в сотрудничестве с шахматной платформой Chess24, приняли участие ещё одиннадцать игроков мирового уровня. Турнир привлёк внимание средств массовой информации как одно из немногих спортивных событий во время пандемии COVID-19. Даниил Дубов выиграл турнир, победив Хикару Накамуру в финале.

## Условия
Призовой фонд составил 150 000 долларов, из которых победитель получил 45 000 долларов. Время обдумывания составляло 15 минут на партию плюс 10 секунд на ход. Четыре раунда были проведены в первые два дня, и три раунда состоялись в последний день.